# Topaz (1945)
Topaz is een serie filmopnames gemaakt tussen 1943 en 1945  door Dave Tatsuno in het Topaz War Relocation Center in Utah, de plek waar tijdens de Tweede Wereldoorlog Amerikanen van Japanse afkomst gevangen werden gehouden. De opnames waren dan ook illegaal gemaakt met hulp van kamppersoneel, met name Walter Honderick, de winkelwaarnemer, werd door Tatsuno vaak genoemd voor zijn hulp met het binnensmokkelen van een filmcamera. Tatsuno smokkelde het filmmateriaal uit het kamp als hij producten voor zijn winkel buiten het kamp moest gaan ophalen. De opnames waren in 1945 verzameld voor de documentaire Topaz en het ruwe materiaal werd in 1997 opgenomen in het National Film Registry.